# Лерц
Лерц (нем. Lärz) — община в Германии, в земле Мекленбург-Передняя Померания.
Входит в состав района Мюриц. Подчиняется управлению Рёбель-Мюриц.  Население составляет 558 человек (на 31 декабря 2010 года). Занимает площадь 43,07 км².